# Vaj

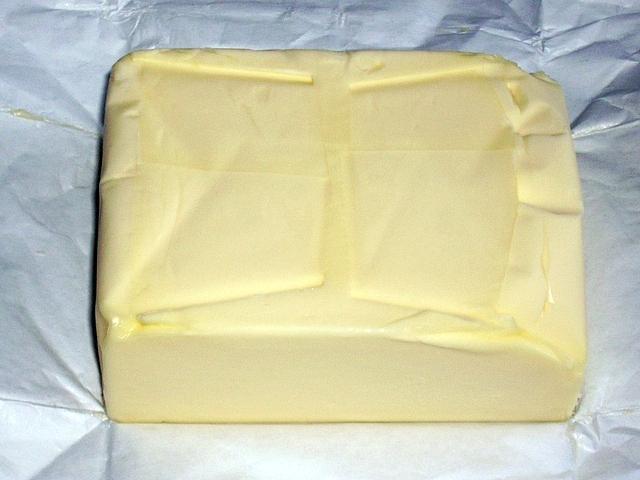
Mai teavaj kicsomagolva

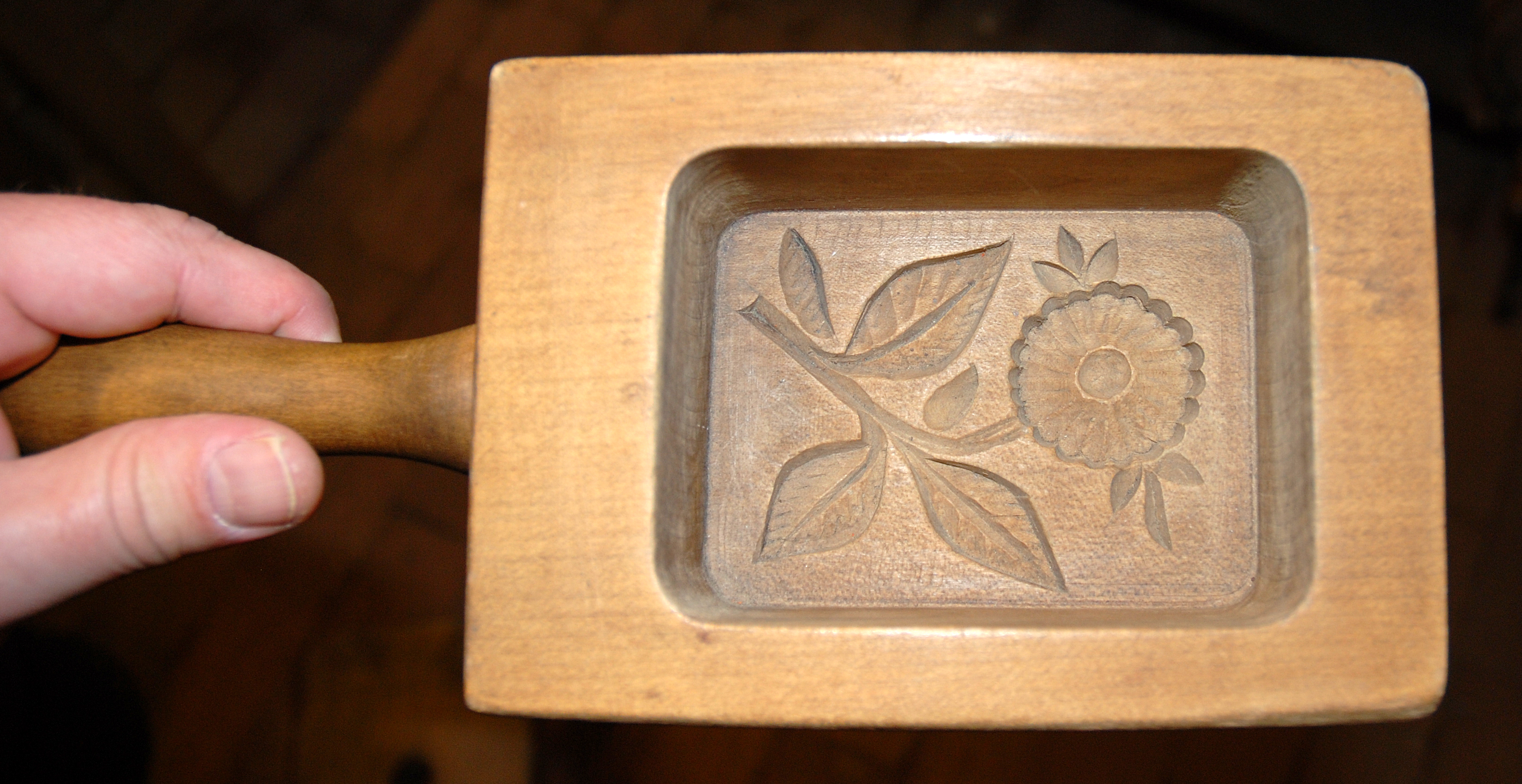
Hagyományos vajnyomó minta

A vaj emlős állatok tejéből készül, emberi táplálkozásra szolgáló zsiradék. A pár órát állni hagyott tej felszínén képződő tejszínből vagy tejfölből készítik. Az aludttej készítése is ezzel a lépéssel kezdődik, azonban a vajkészítéshez szükséges zsiradék különválásához nem szükséges megvárni a tej megalvadását: a kicsapódás már hamarabb megtörténik, éppen mivel a tej és a tejföl állaga a bennük található zsír mennyisége és milyensége miatt eltérő. A vajkészítés eljárása során köpüléssel választják el a tejzsírt az úgynevezett írótól. A vaj szobahőmérsékleten szilárd, de nagyon puha, csontfehér anyag.

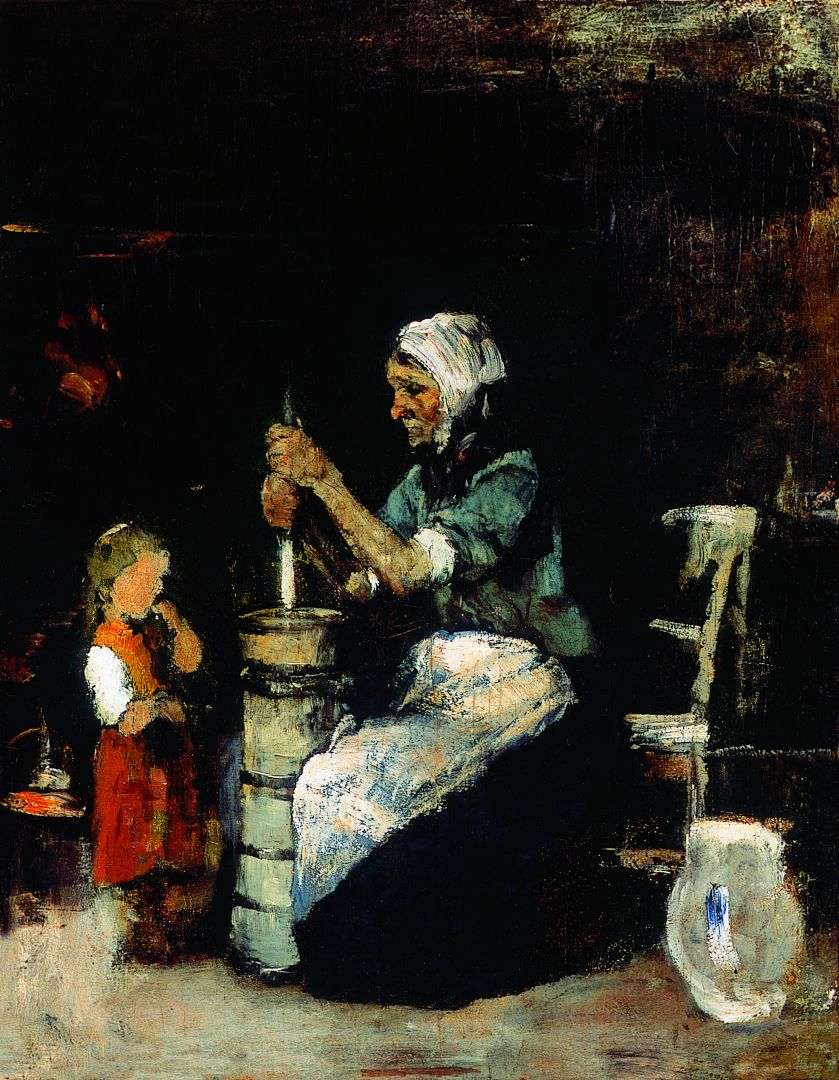
Munkácsy Mihály vázlata a Köpülő nő című festményéhez

## Előállítása

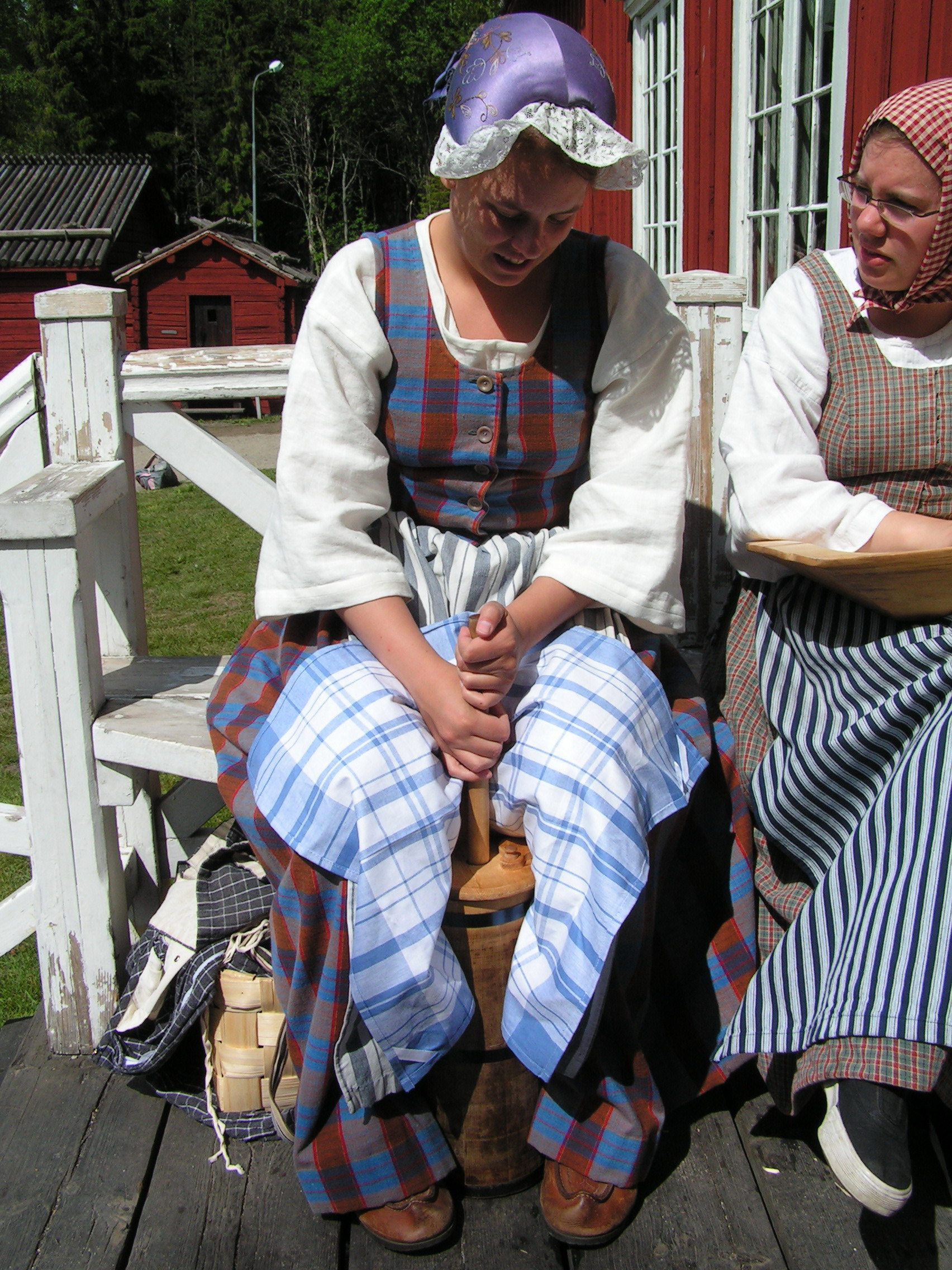
Vajat köpülő hagyományőrző nő (Svédország)

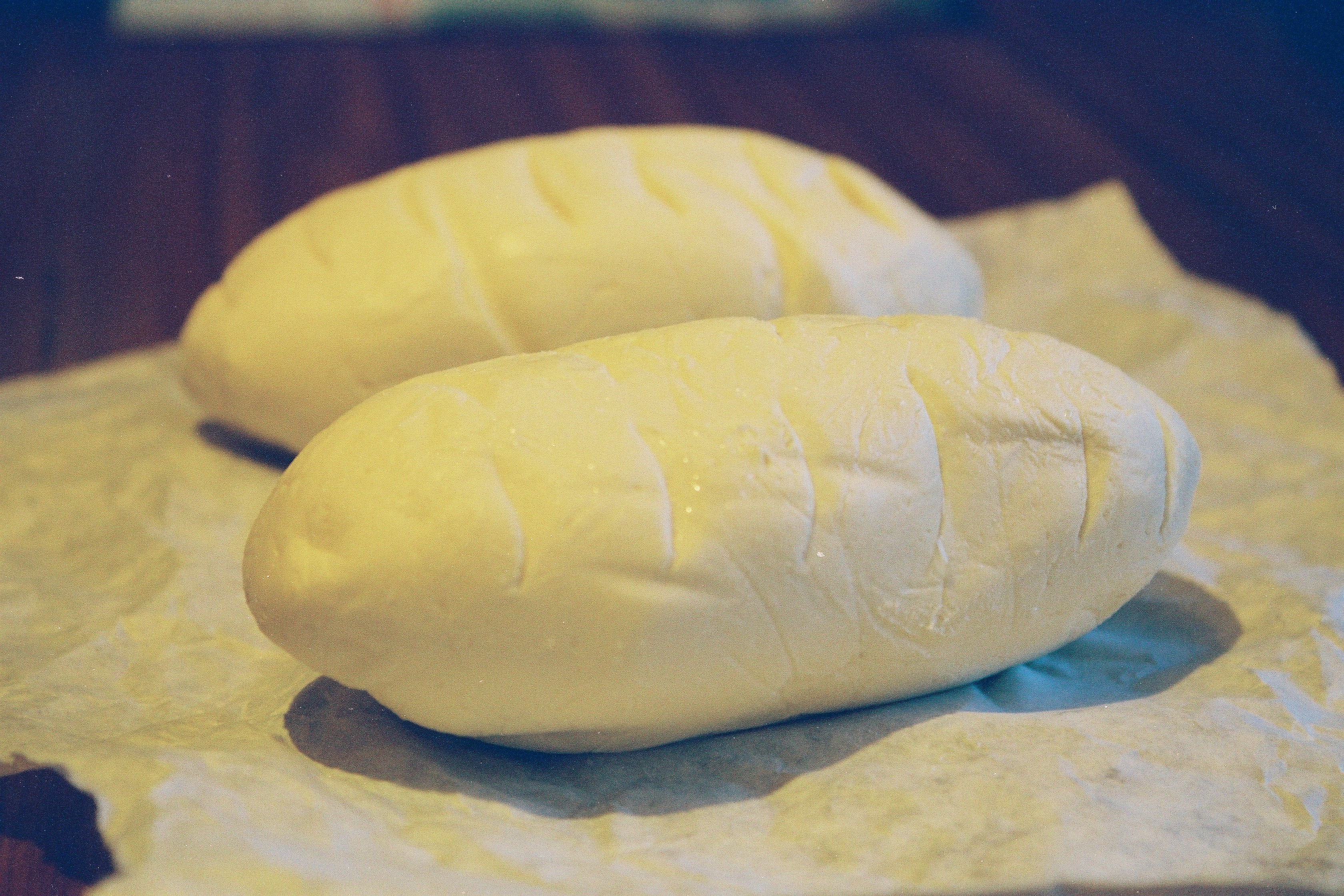
Savanyú tejszínből készült hagyományos írós vaj. A ma készült író tejsavat nem tartalmaz, mert a vajat ma már édes tejszínből készítik.

### Alapanyaga
Magyarországon és Európa jelentős részén általában tehéntejből állítják elő. Ritkábban előfordul bivaly-, juh- illetve kecsketejből előállított vaj is.

### Az eljárás
A vajkészítés alapvető eljárása a köpülés, amelynek során a tejzsírt tartalmazó tejszínt illetve tejfölt 10-16 °C közötti hőmérsékleten erős mechanikai hatásnak teszik ki. (A sűrű bivalytejből készülő vaj esetében előfordul, hogy az erős keverés is elegendő – ez a gyakorlat a magyar kultúrterületen elsősorban Erdélyben honos, ott némely vidékeken a tehéntejből készülő vajat is keveréssel állítják elő). Magyarországon kevésbé elterjedt, de lehetséges a zárt edényben való rázással történő vajkészítés is.
A köpülés hatására a tejtermékben a tejzsír részecskéi gömböcskék formájában kicsapódnak, ezt az anyagot szűréssel lehet elválasztani az írótól. Ezt követően a vajból további eljárással választják ki a benne maradt írót, illetve esetleg az eltarthatóság növelése érdekében sózzák.
A köpüléssel történő otthoni vajkészítés a XX. század elejéig Magyarországon a családi gazdaságokban általános volt, mára azonban ezt a gyakorlatot túlnyomórészt kiszorították az ipari eljárással előállított, boltban kapható vajféleségek. A vaj otthoni előállításával azonban továbbra is meg lehet próbálkozni. Az egyik lehetőség, hogy a kereskedelemben kapható habtejszínt befőttesüvegbe öntjük, az üveget lezárjuk, és addig rázzuk, amíg a szilárd vaj ki nem válik (utána a kapott vajat lehűtjük).

### Az eszköz
Sokféle köpülőedény létezik, de általában közös jellemzőjük, hogy a tejszármazékot tartalmazó edényben a köpülő dugattyúszerű részét, a verőt függőleges síkban mozgatják, így tartják állandó mozgásban az anyagot. A faköpülő általában dongákból készült, kivételesen egy darab fából is faraghatták.

## Kultúrtörténete
A vaj az egyik legrégebb óta ismert tejtermék. A Biblia elbeszélése szerint Ábrahám a három férfi megvendégelésekor (Ter 18, 8) vajat is felszolgált; ugyanígy szerepel a vaj Dávid történetében is (2Sám 17, 29) (ráadásul itt már a tejtermékek többféle fajtájával: a vajon kívül juhtúróval és tehénsajttal egyszerre találkozunk). A vajfogyasztás sokáig a jólét szimbólumának számított.
Mivel a köpülés hagyományos módszere sok türelmet igénylő, hosszú és bizonytalan eredményességű folyamat volt, számos hiedelem, a sikerességet biztosítani hivatott babona fűződött hozzá.
A XX. század végén, tudományos kutatásokra alapozva a vaj megítélése kedvezőtlenebbé vált, felelőssé tették a vér koleszterinszintjének emeléséért, ezért (és versenytársához képest magasabb ára miatt) népszerűsége visszaesett. Helyettesítésére a növényi zsiradékból előállított margarint javasolták, arra alapozva, hogy annak zsírsavösszetétele kedvezőbb. Más vélemények szerint viszont a margarin egyéb jellemzői (pl. a benne lévő transzzsírsavak, aromák, egyéb anyagok) csökkentik vagy semlegesítik ezt a feltételezett előnyét a vajjal szemben.

## Nyelvi vonatkozások
A magyar vaj szó első biztos írásos említése 1395-ből származik. A szó rokonai sok finnugor nyelvben megtalálhatók, például vogul wāj 'zsír', osztják woj 'zsír, vaj, olaj', mordvin oj, vaj 'vaj, zsír', finn voi 'vaj'. Az eredeti finnugor alak a 'zsír, zsiradék' jelentésű *βoje lehetett.
A vaj puhasága illetve olvadékonysága az alapja több vele kapcsolatos kifejezésnek: vajszívű,, vajpuha, vaj van a fején. Közmondás formájában: Akinek vaj van a fején, ne menjen a napra. A kenyérre lehet kenni kifejezés is a leginkább a vaj képzetéből eredhet a puha a szíve, mint a vaj szóláshasonlaton keresztül.

## Fajtái
Teavajnak nevezzük a legalább 80% zsírtartalmú vajat (ennek különleges minőségű változata a márkázott vaj). A szendvicsvaj legalább 70% (a Magyar Élelmiszerkönyv korábbi változata szerint legalább 68%) zsírtartalmú A különböző vajkrémek általában 40% körüli arányban tartalmaznak tejzsírt, és sok más ízesítő- illetve adalékanyag is megtalálható bennük.
A vaj eltarthatósága kicsi, könnyen avasodik. Ezért voltak régebben gyakoriak a sózott vajféleségek, ami a mai ízlésre is hatással van. A másik tartósítási lehetőség a vaj derítése, amikor is felforralás után nagyon kis lángon való hosszú hevítéssel, ülepítéssel vagy (és) sűrű szövésű anyagon való átszűréssel az összes még benne található vizes írót és egyéb anyagot eltávolítjuk. Ekkor kapjuk a kristályos, átlátszó, szép sárga színű vajzsírt vagy derített vajat, mely a sütést is jobban bírja. Ez a tartósítási mód a magyar népi gyakorlatban is ismert, de a világ más részein, különösen keleten szintén gyakori. Ilyen eljárással készül az indiai ghi [ejtsd: gí] és az észak-afrikai, arab világban ismert smen vagy szemne, melynél a víztelenítést a benne hevített rizsszemekkel is elősegítik.
A jakvaj a Közép-Ázsia hegyvidékén élő népek között elterjedt, az ott őshonos jak (Bos grunniens) tejéből készített igen zsíros, tápláló vaj, amit sokféle módon használnak fel; a leghíresebb talán az európai ízlés számára nehezen elfogadható jakvajas tea.

### Vajnak nevezett egyéb ételek
- A köznyelvben gyakran vajnak nevezett margarin növényi (ritkábban állati) eredetű zsírok vagy olajok feldolgozása során előállított étkezési zsiradék, általában a vajra emlékeztetően sárgásra színezve.
- A mogyoróvaj amerikai eredetű kenhető növényi készítmény: finomra őrölt földimogyoróból készül kevés étolaj (esetleg hagyományos vaj) hozzáadásával. Nem édes jellegű, eltérően a nálunk ismertebb mogyorókrémektől. A mogyoróvajnak számos egészségmegőrző hatása ismert, ám magas kalóriatartalmának köszönhetően túlzott fogyasztása hizlalhat.[8]
- Az olajvaj szintén nem valódi vaj, hanem a majonéz ritkán használt, régies magyar neve.[9]
- A kakaóvaj kakaóbabból vagy a kakaóbab részeiből nyert zsír.

## Felhasználása

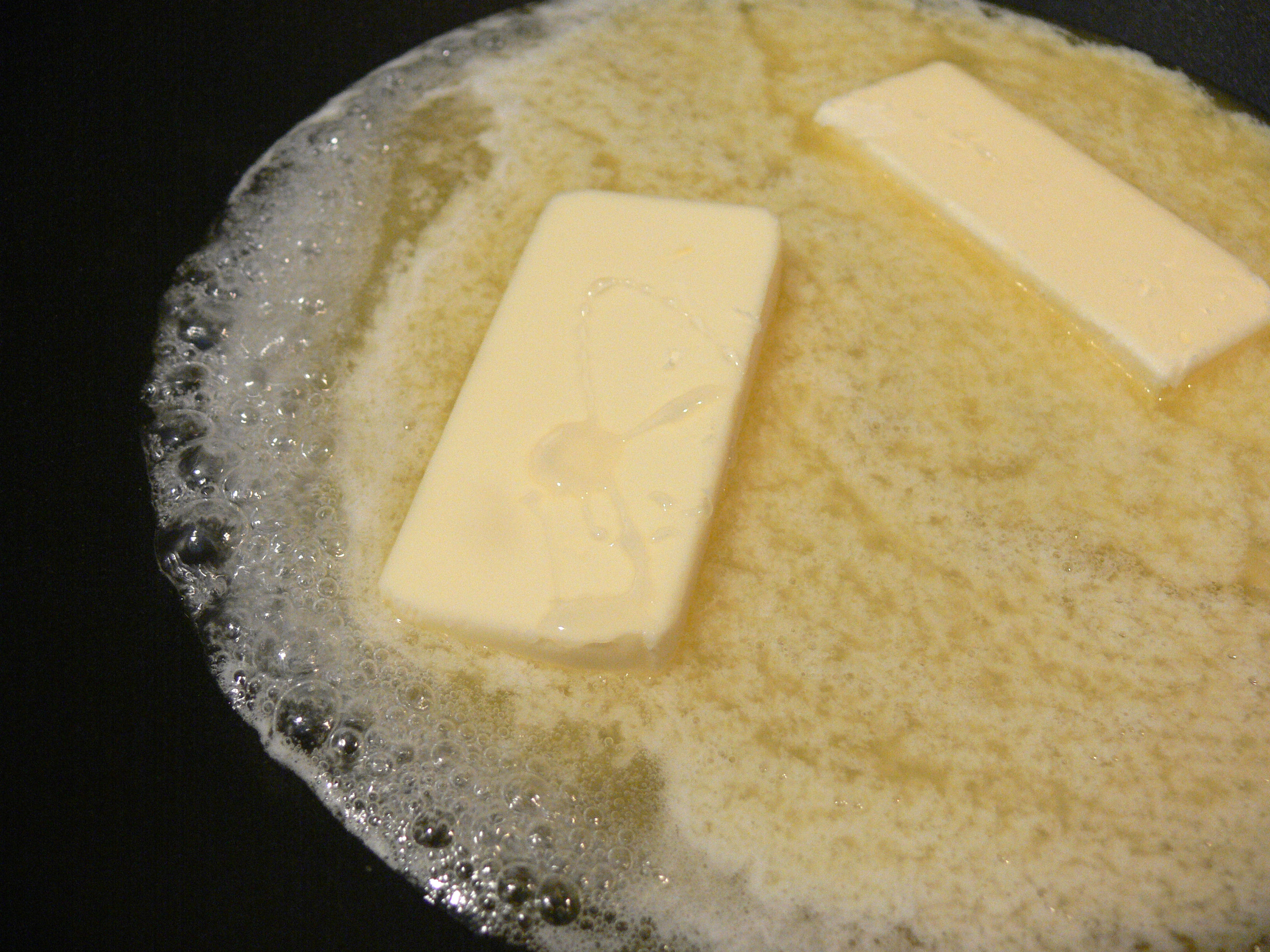
Hevítés hatására a vaj gyorsan folyékonnyá válik

A vajat gyenge eltarthatósága miatt vagy frissen kell felhasználni, vagy valamilyen eljárással növelni a tartósságát. A fentebb ismertetett sózáson és derítésen (kisütés) kívül – mely eljárások megváltoztatják a vaj állagát, ízét – megfelelő eljárás a hűtés is. A vaj a fagyasztást jól bírja, és ezen a módon akár hónapokig is eltartható.
A vaj számos étel főzésekor illetve sütésekor zsiradékul szolgál, jellegzetes ízt adva az ételnek, bár ilyen fajta felhasználása a magyar konyhában kevésbé elterjedt, mint akár néhány nyugat-európai, akár több keleti gasztronómiai hagyományban. Különösen is – bizonyos receptekben kizárólagosan – használják mártások és sült húsok fényezésére, valamint levesek, főzelékek dúsítására, és bizonyos tésztafélék elkészítésére (például vajas tészta).
Kb. 20 °C hőmérsékleten a vaj jól kenhető, ezért kenőzsiradékként is alkalmazzák, más feltétek alapjaként vagy egyszerűen csak önmagában. Más anyagokkal (zöldségek, hús- és halfélék) elkeverve sok különféle kenhető ételfajta alapanyaga.